# Kafkas Der Bau
Kafkas Der Bau ist ein deutscher Kinofilm von Jochen Alexander Freydank, der auch das Drehbuch schrieb und den Film produzierte. Es ist die erste Verfilmung der Erzählung Der Bau von Franz Kafka.  Die Arbeit am Film erstreckte sich über einen Zeitraum von 10 Jahren.
Die Weltpremiere fand am 4. Oktober 2014 beim Busan International Film Festival statt. Anschließend wurde der Film auf diversen internationalen Filmfestivals gezeigt wie dem Warsaw International Film Festival (Europapremiere), dem Edinburgh International Film Festival oder dem Shanghai International Film Festival. Die Deutschlandpremiere fand beim Filmfestival Max Ophüls Preis am 21. Januar 2015 statt, Kinostart in Deutschland war der 9. Juli 2015.

## Handlung
Der Film überträgt Franz Kafkas gleichnamige Erzählung in eine Großstadt des 21. Jahrhunderts.
Die Hauptfigur ist – anders als in der Erzählung –  kein Tier, sondern der Büroangestellte Franz, der mit seiner Frau und zwei Kindern in einen festungsartigen Wohnkomplex einzieht, der dem Dachsbau der Erzählung entspricht. Ein zunehmendes Sicherheits- und Ruhebedürfnis lässt ihn die Wohnung gegen Eindringlinge und imaginäre Feinde absichern. In langen Monologen beobachtet und reflektiert er seine Bemühungen. Sein ständiger Begleiter ist eine Handkamera. Während seine Frau ihn mit den Kindern verlässt und er seinen Arbeitsplatz verliert, verfällt die von Franz als Bau bezeichnete Behausung zusehends. Das gesamte Viertel und schließlich die ganze Stadt verwahrlosen und veröden.
Der Film endet in einer bildgewaltigen postapokalyptischen Welt, in der der obdachlose und erschöpfte Franz sich als altersweiser Baumeister sieht und – wortgleich der Erzählung – feststellt: „Aber alles blieb unverändert.“

## Auszeichnungen
- 12. Neiße Filmfestival 2015: bestes Szenenbild[4]
- JUPITER-AWARD 2016 (nominiert): Kristina Klebe (beste deutsche Darstellerin)[5]
- Cleveland International Film Festival, 2016: Nominierung[6]
- Filmfestival Max Ophüls Preis, 2015: Nominierung[7]
- Edinburgh International Film Festival, 2015: Nominierung[8]
- Shanghai International Film Festival, 2015: Nominierung[9]
- Festival des deutschen Films 2015: Filmkunstpreis (Wettbewerbsbeitrag)[10]
- Busan International Film Festival, 2014: Nominierung[11]
- Warsaw International Film Festival, 2014: Nominierung[12]

## Kritiken
Bei der Kritik stieß der Film auf geteilte Meinungen. Einerseits wurde er als eine bedrückende, optisch eindrucksvolle Endzeitfantasie mit subtilem Witz aufgenommen, die nicht nur Literaturfans, sondern auch Cineasten ansprechen könne. Besonders hervorgehoben wird die schauspielerische Leistung des Hauptdarstellers Axel Prahl. In der visuellen Umsetzung der allgemein beklemmenden Stimmung und Franz’ zunehmendem Wahn liege die große Stärke des Films.
Andererseits habe der absurde Weltinnenraum der literarischen Vorlage, ihre Verschränkung von Innen- und Außenwahrnehmung, Oben- und Unterwelt, kreatürlichem Instinkt und ins Wahnhafte kippender Bedrängnis mit der Konkretion des Visuellen im Film arg zu kämpfen.
Besonders die Innenräume des Baus entfalteten zwar eine Kafka ästhetisch angemessene Wirkung, die Dynamik von Franz’ sozialem Abstieg gehöre aber nicht zu Kafkas bevorzugten Themen. Die Vergeblichkeit der menschlichen Existenz sei jedoch kafkatypisches Zubehör. Hier werde es noch bereichert durch eine konsequente Weiterführung bis zur Apokalypse.

„Der Bau ist bis in die Nebenrollen mit der deutschen Schauspielerelite besetzt. Zugleich ist die Verfilmung aber auch ein gelungenes Beispiel dafür, dass ein Film – wie Architektur – eine perfekte Konstruktion braucht, um nicht wie ein Kartenhaus in sich zusammenfallen. Dafür hat Freydank ein Drehbuch geschrieben, das aus dem Tier einen Menschen macht, Kafkas Geschichte ins 21. Jahrhundert verlegt und ihr eine überraschende Aktualität entlockt.“

„Freydank findet einen Mittelweg zwischen bildhafter Opulenz und kammerspielartiger Zurückhaltung. Das ist erstaunlich, denn die bislang noch nicht adaptierte Geschichte Der Bau ist noch schwieriger zu verfilmen als die Romane.“

„Wie Freydank das filmt, sieht spektakulär aus.“

„Die Literaturverfilmung bewegt sich zwischen psychologischem Drama und Science-Fiction-Film. Sie begegnet dem Unbehagen an der Moderne mit einer an den russischen Filmemacher Andrei Tarkowski gemahnenden Poesie und der stilistischen Radikalität deutscher Expressionisten.“

„… eine griffige und packende Metapher für die Einsamkeit und Verlorenheit des modernen Menschen, in kühlen, klaustrophobischen Bildern.“

„Freydank filmt das so technisch perfekt wie auch monoton: grießig, schlierig, mit wiederkehrenden Blitzeffekten. Doch trotz einiger makaber-komischer Kurzauftritte von Josef Hader als Hausmeister oder Devid Striesow als Handwerker ist der 110-minütige Film eigentlich nur ein halb stummer Monolog des Protagonisten Franz. Axel Prahl als Bruder von Franz Kafkas Josef K..“

„Kafkas Fragment gebliebene Erzählung handelt von einem Tier, das sich seinen Bau für die Zukunft sichern will – und an Paranoia zugrunde geht. Freydank hat daraus eine höchst aktuelle, bildstarke Parabel gemacht. Hier ist es ein Angestellter, der sich einrichtet in seinem Wohlstand, dann aber aus Angst, jemand könne ihm seinen Wohlstand zerstören, das ganz von alleine tut.“

„Die Festung Europa, bevor sie gestürmt wird, das wäre sicherlich ein allzu billiges Sujet gewesen. Aber es, wie hier geschehen, paranoid zu brechen, einen Blick ins kollektive Unterbewusstsein des westlichen Wohlstandsbürgers zu werfen und dabei auf lauter Ängste und Aggressionen zu stoßen, das ist bemerkenswert - als Gegenwartsdiagnose wie auch als Kafka-Verfilmung.“

„Wer Axel Prahl nur aus Fernsehkrimis kennt, sollte sich den großen Schauspieler einmal in dieser Verfilmung einer Kafka-Erzählung anschauen. Die hat allerdings noch mehr zu bieten als ihre faszinierende Hauptfigur, die von einer umfassenden Paranoia gepackt wird.“

## Fernsehen
Kafkas Der Bau hatte seine TV-Premiere am 1. Februar 2017 auf ARTE.